# 甸沙乡
甸沙乡，是中华人民共和国云南省昆明市寻甸回族彝族自治县下辖的一个乡镇级行政单位。

## 行政区划
甸沙乡下辖以下地区：
甸沙村、海尾村、苏撒坡村、麦地心村、兴隆村、老村、治租村、鲁六村和红果村。